# Strongylacidon plicatum
Strongylacidon plicatum är en svampdjursart som först beskrevs av Jörn Hentschel 1911.  Strongylacidon plicatum ingår i släktet Strongylacidon och familjen Chondropsidae. Inga underarter finns listade i Catalogue of Life.